# Józef Mehoffer
Józef Wilhelm Mehoffer (Ropczyce, 19 de marzo de 1869-Wadowice, 7 de julio de 1946) fue un pintor simbolista polaco. 

## Biografía

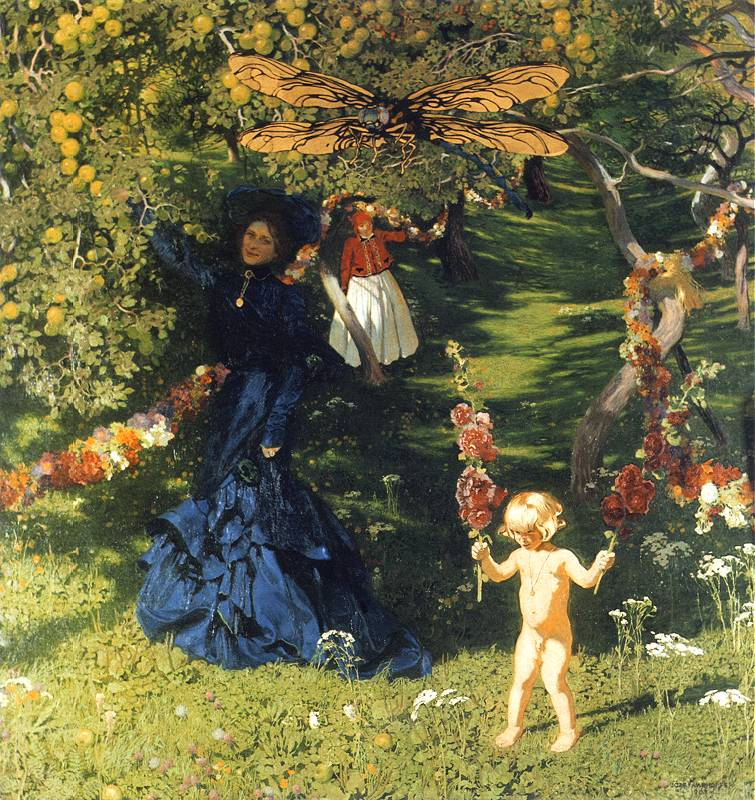
El jardín extraño (1903), Museo Nacional de Varsovia. Los representados son su mujer y su hijo

Estudió en la Academia de Bellas Artes de Cracovia con Władysław Łuszczkiewicz y Jan Matejko, y en la Academia de Bellas Artes de Viena. Entre 1889 y 1890 residió en Viena y, entre 1891 y 1896, en París, donde estudió en la Académie Colarossi y la École des Beaux-Arts con Léon Bonnat. En la capital francesa trabó amistad con Paul Gauguin y Alfons Mucha.
Su estilo, notablemente decorativo, denota la influencia de Matejko y Stanisław Wyspiański, así como de la Secesión de Viena. Se caracteriza por la tendencia al adorno, la línea en forma de arabesco, una amplia y rica gama de colores —con un especial gusto por el dorado—, y unas temáticas centradas en el símbolo, la alegoría y los temas populares. Realizó también paisajes, retratos y escenas de interior.
Entre sus obras destaca la decoración mural para el castillo de Wawel y para la basílica de Santa María (Cracovia), en colaboración con Jan Matejko. Realizó ilustraciones para las revistas Życie y Chimera. También diseñó vidrieras, como las de la iglesia de San Nicolás de Friburgo.
Fue profesor de la Academia de Bellas Artes de Cracovia, miembro de la ascociación artística Młoda Polska (Joven Polonia) y uno de los fundadores de la sociedad Sztuka (Arte), fundada en Cracovia en 1897 con el objetivo de impulsar el arte contrario al academicismo y fomentar el circuito de exposiciones en Polonia.
En 1923 fue nombrado Comendador de la Orden Polonia Restituta y, en 1937, Comendador con Estrella.